# Guitar phím lõm

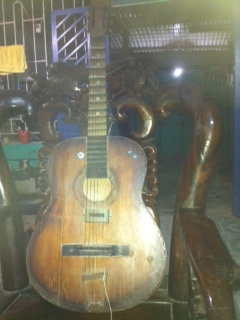
Guitar phím lõm tự chế

Guitar phím lõm là loại nhạc cụ của Việt Nam được biến cải dựa trên cây đàn ghi-ta (guitare espagnole moderne) của phương Tây trong quá trình phát triển của loại hình âm nhạc tài tử và cải lương ở Nam bộ. Nhạc cụ này còn có tên là Lục huyền cầm hay Ghi-ta Việt Nam, Ghi-ta vọng cổ.